# Murchison River
Murchison River är en flod i Western Australia. 
Murchison River rinner upp i Robinson Range, flyter åt sydväst och mynnar i Indiska oceanen söder och Sharks Bay. Dess längd är omkring 700 kilometer. 1891 upptäcktes söder om övre Muchinson River Murichinsonguldfältet, nu nästan uttömt.